# Coastal Ocean Dynamics Applications Radar

CODAR opname aan de westpunt van Bretagne.(Porspoder). Het toont de oppervlaktestromingen, voornamelijk als gevolg van getijden, op 18 september 2009, zoals gemeten door een HF-radarsysteem. De blanco gebieden zijn gebieden zonder waarnemingen. De maximale oppervlaktestroom is groter dan 3 m/s (donkerrood). Een foutieve meting die pas om 2:00 UTC en 6° W verschijnt, is waarschijnlijk een scheepsecho.

Coastal Ocean Dynamics Applications Radar (CODAR) is een hoogfrequente (HF) radar die oceaanstromingen nabij het oppervlak in kustwateren opmeet en in kaart brengt. Het is transporteerbaar en kan ter plaatse in bijna realtime zeestromingskaarten produceren. Bovendien is het met CODAR mogelijk om golfhoogtes te meten en een indirecte schatting te maken van de plaatselijke windrichting.
De radar werd ontwikkeld tussen 1973 en 1983 in het Wave Propagation Laboratory van NOAA in Boulder, Colorado.

## Apparatuur
CODAR maakt gebruik van een compact antennesysteem dat bestaat uit gekruiste lussen en een lus voor het ontvangen en een lus voor het verzenden van radiopulsen. Het systeem kan per voertuig worden vervoerd en kan werken op een draagbare stroomvoorziening; voor moderne instrumentatie wordt een minimaal vermogen van 1050 watt aanbevolen. CODAR kan in vrijwel alle weersomstandigheden werken (het kan temperaturen verdragen van −18 °C tot 32 °C) en de relatief kleine afmetingen van het antennesysteem maken CODAR-inzet mogelijk, zelfs in zeer bevolkte en rotsachtige kustgebieden. Omdat het signaal echter snel verzwakt wordt door land, moet de antenne zo dicht mogelijk bij het wateroppervlak worden gemonteerd.
Moderne apparatuur kan werken van 3 tot 50 MHz en kan worden geprogrammeerd voor gebruik zonder toezicht gedurende perioden van maximaal twee weken.
De hoofdapparatuur is bekabeld naar het elektronische segment, dat zich vlakbij in een beschutte omgeving bevindt en de systeemhardware bevat, waar informatie wordt opgeslagen. Een minicomputer bestuurt de radar en verwerkt de signalen en de operator kan via een draagbare toetsenbordterminal met het systeem communiceren. De ruwe spectrale gegevens kunnen online worden verwerkt om realtime outputs te verkrijgen en de uiteindelijke gegevensproducten kunnen worden weergegeven op een grafische terminal of worden afgedrukt met een hardcopy-plotter. Offline verwerking op een later tijdstip is ook mogelijk.

## Toepassing
Het belangrijkste doel van CODAR is het meten van oppervlaktestromingen. Het bereik en de resolutie van de systemen variëren afhankelijk van de omgevingsomstandigheden en de plaatsing van de antenne. Over het algemeen kan de moderne CODAR in zijn langeafstandsmodus echter metingen verrichten tot 100-200 km uit de kust met een resolutie van 3-12 km. Door de frequentie te verhogen kunnen resoluties tot wel 200–500 m worden verkregen, maar wordt het observatiebereik verkort tot 15–20 km.
Het daadwerkelijke bereik kan echter worden beperkt door radio-interferentie, hoge oceaangolven en grondomstandigheden in de buurt van de antennes. Natte en vochtige zandgronden bevorderen de voortplanting van grondgolven, terwijl droge en rotsachtige gronden het signaal verzwakken.
Eén enkel CODAR-systeem kan alleen de component van de oppervlaktestroom meten die naar de radar toe of van de radar af beweegt. Om de totale oppervlaktestroomvectoren te bepalen, is het dus noodzakelijk om ten minste een opstelling met twee systemen te gebruiken. Er kan een reeks CODAR-locaties worden gebruikt om regionale dekking te verkrijgen. In een configuratie met meerdere radars moet de afstand tussen twee radarsystemen ongeveer 15 tot 40 km bedragen voor de langeafstandsmodus in de open oceaan en 8 tot 20 km voor de korteafstandsmodus.
Normaal gesproken worden CODAR-gegevens gemiddeld over een uur genomen om de ruis van de zee-echo te verminderen. Daarom kunnen er elk uur actuele kaarten worden geproduceerd. Deze periode kan worden teruggebracht tot ongeveer 20 minuten, maar gegevens die over korte perioden worden verzameld, kunnen ruis veroorzaken.
De metingen van CODAR zijn bruikbaar voor zowel militaire als civiele doeleinden. De belangrijkste toepassingen zijn onder meer kustwaterbouwkunde en openbare veiligheidsprojecten, planning van zeevaartroutes, beperking van oceaanvervuiling, zoek- en reddingsoperaties, beperking van olielekken in realtime en beoordeling van de verspreiding van populaties van larven.
Ook worden gegevens verkregen uit CODAR gebruikt als input voor mondiale monitoring van hulpbronnen en weersvoorspellingsmodellen en zijn ze met name nuttig voor metingen van getijden en stormvloeden. Bovendien kunnen uit de metingen de voortplantingsrichting van de golfenergie en de periode van de meest energetische golven worden afgeleid, die belangrijk zijn voor veel praktische toepassingen bij het ontwerp en de exploitatie van kust- en offshore-constructies.
In de twintiger jaren van de 21e eeuw is een aparte versie ontwikkeld voor gebruik in rivieren om continue debietmetingen in gecompliceerde riviersecties mogelijk te maken (Codar-Riversonde) en te gebruiken voor de kalibratie van numerieke modellen.

## Theorie van de werking
CODAR werkt met behulp van ruimtetransmissie van golven in de hoogfrequente (HF) band (3-30 MHz), aangezien elektromagnetische golven in deze band golflengten hebben die evenredig zijn met door de wind aangedreven oppervlaktegolven op het oceaanoppervlak. Afhankelijk van de behoeften van de gebruiker kan het worden gebruikt in de modus met enkele of meerdere frequenties. Omdat de oceaan een ruw oppervlak heeft, wordt wanneer een hoogfrequent signaal het oceaanoppervlak bereikt, een deel van de invallende energie terugverstrooid naar de bron en meet de ontvanger het gereflecteerde signaal. Deze terugverstrooiing (of reflectie) produceert een energiespectrum bij de ontvanger, zelfs als de energiebron een enkele frequentie heeft, vanwege de vorm en beweging van het zeeoppervlak. Het interpreteren van de spectrale rendementen voor verschillende zendfrequenties is de sleutel tot het extraheren van informatie over de oceaan en, in het bijzonder, het meten van oppervlaktestromingen.
Als gevolg van de verstrooiingswet van Bragg komt het sterkste ontvangen rendement van oceaangolven die rechtstreeks naar of van de radarbron reizen en waarvan de fysieke golflengte precies de helft zo lang is als de uitgezonden radargolf. Het retoursignaal wordt verwerkt en de spectrale analyse ervan levert het zee-echo doppler-spectrum op, waarin twee dominante pieken op verschillende frequenties kunnen worden herkend. De verplaatsing van deze pieken weg van hun bekende frequenties wordt de "echo-doppler-verschuiving" genoemd en maakt het mogelijk de radiale snelheid van een oppervlaktestroom te beoordelen. Dat is de verstrooiingssnelheid langs de lijn tussen het trefoppervlak en de radar. In feite is de grootte van deze component van de snelheid evenredig met de mate van signaalverschuiving. Daarom meet CODAR de door Doppler geïnduceerde frequentieverschuiving (samen met de afstand van de radar tot de sector en de richtingshoek) om een schatting te geven van de radiale component van de golfsnelheid in de sector van het zeeoppervlak van belang.

## Meten van oppervlaktestromen
Om stromen te meten, berekent de CODAR-apparatuur drie componenten:
- de snelheid van binnenkomende golven in radiale richting
- de afstand van de radarapparatuur tot de geëvalueerde oceaansector
- de hoek waarin de golven zich verplaatsen ten opzichte van het CODAR-station

### Berekening van de radiale snelheid van stromen
Het signaal dat door de CODAR-antenne wordt verzonden, heeft een bekende frequentie en beweegt met de snelheid van het licht. Daarom is de golflengte van het signaal bekend (golflengte = voortplantingssnelheid / frequentie). Door gebruik te maken van de wet van Bragg maximaliseert CODAR het verstrooide HF-signaal, aangezien de resonantie alleen zal optreden voor de gegeven golflengte:
{\displaystyle \lambda _{s}={\frac {\lambda _{t}}{2\cdot \varphi }}}
waarbij λsde golflengte is van de oceaangolf aan het oppervlak, λt de golflengte is van het uitgezonden signaal en φ de invalshoek is tussen het signaal en het oceaanoppervlak Omdat de CODAR-antennes doorgaans op zeeniveau worden geplaatst, kan worden aangenomen dat de invalshoek theta nul is. Daarom wordt de vergelijking gereduceerd tot:
{\displaystyle \lambda _{s}={\frac {\lambda _{t}}{2}}}
Dit betekent dat wanneer het uitgezonden signaal golven raakt met een golflengte gelijk aan de helft van het uitgezonden signaal, het signaal dat terug naar de antenne wordt verstrooid in fase zal zijn. Daarom zullen deze golven een verstrooid signaal produceren dat “sterker” en dus gemakkelijk identificeerbaar is, wat wordt gemeten door het CODAR-systeem. De huidige snelheid wordt dus geëxtraheerd door de dopplerverschuiving van de golven te bepalen.
De bovenstaande vergelijkingen vertegenwoordigen echter een vereenvoudigd model, omdat ze aannemen dat de reflecterende golven niet bewegen. Dit is natuurlijk niet waar en vanwege de beweging is de frequentie van het verstrooide signaal (en dus de golflengte ervan) niet dezelfde als die van het verzonden signaal. In feite “verhogen golven die naar de ontvanger toe bewegen de retourfrequentie, terwijl golven die zich van de ontvanger verwijderen de retourfrequentie verlagen”.
Vervolgens wordt een verdere dopplerverschuiving (Δf) waargenomen en door deze te meten is het mogelijk om de radiale snelheid νs-component van de oppervlaktestroom te bepalen met behulp van de doppler-formule:
{\displaystyle \Delta f={\frac {v_{s}}{\lambda _{s}}}}

### Berekening van de afstand tot het doel
Het bereik tot het doel wordt berekend uitgaande van de tijdsvertraging, die wordt verkregen door de retoursignaaltijd af te trekken van het verzonden signaal één.

### Berekening van de hoekrichting ten opzichte van het doel
CODAR is een ‘richtingzoeksysteem’. Het signaal wordt ontvangen door twee lusantennes en een monopool. Terwijl het signaal dat de monopool ontvangt niet varieert met de richting van het binnenkomende signaal, varieert het signaal dat wordt ontvangen door de twee lusantennes (gepositioneerd in een hoek van 90°) wel met de richting. Met deze informatie kan software de richting van het signaal bepalen.
Zodra de radiale snelheid van de stroming, de afstand tot het doel en de hoekrichting tot het doel zijn berekend, is het mogelijk om de stroomvector te bepalen en stroomvectorkaarten te construeren. Voor het gebied waarin vectorgegevens van twee CODAR-locaties elkaar overlappen, is het zelfs mogelijk om de snelheid en richting van de stroom te berekenen. Vergelijkingen met oppervlaktedrifters en foutenanalyses uit 1979 geven aan dat CODAR oppervlaktestromen meet met ten minste 10 cm/s nauwkeurigheid. In 2010 garanderen detailhandelaren van moderne CODAR-apparatuur een nauwkeurigheid van doorgaans < 7 cm/s van de totale stroomsnelheid en 1 à 2 cm van de getijdencomponent, in normale omgevingsomstandigheden. De nauwkeurigheid van het systeem hangt echter af van verschillende factoren, zoals signaal-ruisverhoudingen, geometrie en richtfouten.

## Beperkingen
Er zijn enkele beperkingen die inherent zijn aan het systeem en die bepaalde toepassingen niet toestaan. Hier worden de belangrijkste praktische beperkingen gepresenteerd:
- CODAR kan geen stromingen en golven meten op minder dan 2 km afstand van zijn locatie. Dit onbedekte gebied is het gevolg van het feit dat de ontvanger tijdens de pulsoverdracht is uitgeschakeld. In dit tijdsverloop gaat elk terugverstrooid signaal verloren.
- De resolutiecelgrootte van CODAR is over het algemeen groter dan 5 km². Dit staat het gebruik van dit systeem voor de meeste inhammen en haveningangen niet toe.

Zoals eerder besproken kan een enkel CODAR-station voor een gegeven kijkhoek alleen de component van de stroom detecteren die zich naar of van zijn locatie af beweegt. Radiale stromen van twee of meer locaties moeten worden gecombineerd om vectoroppervlaktestroomschattingen te verkrijgen. Bovendien kan bij gebruik van twee CODAR-stations het zogenaamde ‘baseline-probleem’ de meting beïnvloeden. Dit gebeurt wanneer beide instrumenten dezelfde snelheidscomponent meten. Om dit probleem te vermijden en de huidige vector correct op te lossen, moeten twee radialen over het algemeen een hoek tussen 30° en 150° hebben.

## Toepassing in Nederland
Het systeem is in de tachtiger jaren van de twintigste eeuw ook beproefd door Rijkswaterstaat. Maar vanwege storing door scheepsradar en de relatief lage opstellingshoogte van het radarstation is dit systeem niet echt van de grond gekomen.